# Flavio Arriano
Lucio Flavio Arriano (en latín: Lucius Flavius Arrianus; c. 89-175), también conocido como Arriano de Nicomedia (Nicomedia, hacia 86-Atenas, 175), fue un senador, historiador y filósofo grecorromano que vivió a finales del siglo I, y mediados del siglo II, y desarrolló su cursus honorum bajo los reinados de Trajano, Adriano, y Antonino Pío. Fue cónsul sufecto en el año 129 junto con Quinto Julio Balbo. Sus trabajos nos han transmitido la filosofía de Epicteto y las conquistas de Alejandro Magno. Su obra más conocida, Anábasis de Alejandro Magno, no debe confundirse con la narración homónima de Jenofonte, general y pensador ateniense del siglo IV a. C. Escribió unas obras en griego y otras en latín.

## Orígenes familiares
Arriano nació en Nicomedia, (actual İzmit), la capital de la provincia romana de Bitinia y Ponto, en lo que actualmente es Turquía, a 70 km de Bizancio, la actual Estambul. Dión Casio lo llamaba Flavius Arrianus Nicomediansis. Su familia era de la aristocracia provincial griega, y su nombre completo, Lucius Flavius Arrianus, indica que era ciudadano romano, lo que sugiere que la ciudadanía de su familia se remonta a varias generaciones, probablemente a la época de la conquista romana unos 170 años antes.

## Carrera política y obras literarias
Estudió filosofía en Epiro con el filósofo estoico Epicteto, y escribió para él las obras Manual de Epicteto y Discursos, dos de los más importantes escritos estoicos, y obras capitales para conocer las teorías de su maestro, ya que, al igual que Sócrates, Epicteto fue un conferenciante que no dejó escritos.
Al acabar sus estudios, entró en el ejército como caballero al servicio del emperador Trajano, ya que era ciudadano romano, y sirvió en la provincia de Nórico y en la frontera del Danubio. En el año 118, ya bajo Adriano, fue beneficiado con una adlectio inter praetorios, por lo que entre los años 126-129 fue procónsul de la provincia romana de la Hispania Bética e, inmediatamente después, en el año 129, fue nombrado cónsul sufecto junto con Quinto Julio Balbo; ya como consular, en 130, por su brillante hoja de servicios, fue nombrado gobernador de la provincia romana de Capadocia, dirigiendo las legiones romanas que defendían la frontera con Armenia. Como gobernador recibió un rescripto de Adriano sobre asuntos fiscales En 135, repelió una invasión de alanos al organizar de forma magnífica las legiones y las tropas auxiliares a su disposición, entre ellas las legiones XII Fulminata y XV Apollinaris. Desplegó a los legionarios en profundidad, los apoyó con lanzadores de pila, con los arqueros a pie y con arqueros a caballo en la retaguardia, y derrotó el asalto de los alanos. Esta actuación la narró en la obra Plan de movilización contra los alanos, que es uno de los textos capitales para el conocimiento de la táctica romana durante el Alto Imperio.
Intervino también en un reconocimiento en torno al Ponto Euxino, que contó en una narración tan poco verídica como interesante, el Periplo del Ponto Euxino. Estas dos obras y la Táctica fueron escritas en latín.
A la muerte en 138 de su amigo y protector el emperador romano Adriano, Arriano dejó Capadocia y se trasladó a Atenas, donde llegó a ser un ciudadano importante y miembro del Concilio de la ciudad y en 145 le concedieron el puesto honorífico de arconte. Aquí escribió la mayor y más conocida de sus obras, la Anábasis de Alejandro Magno, donde recogió los viajes de Alejandro Magno, por cuyo estilo fue considerado un segundo Jenofonte, el célebre discípulo de Sócrates. Ameno e instructivo, reconstruyó la epopeya del genio bélico macedonio con pasión y la narró con encanto, escribiendo de una forma realista.

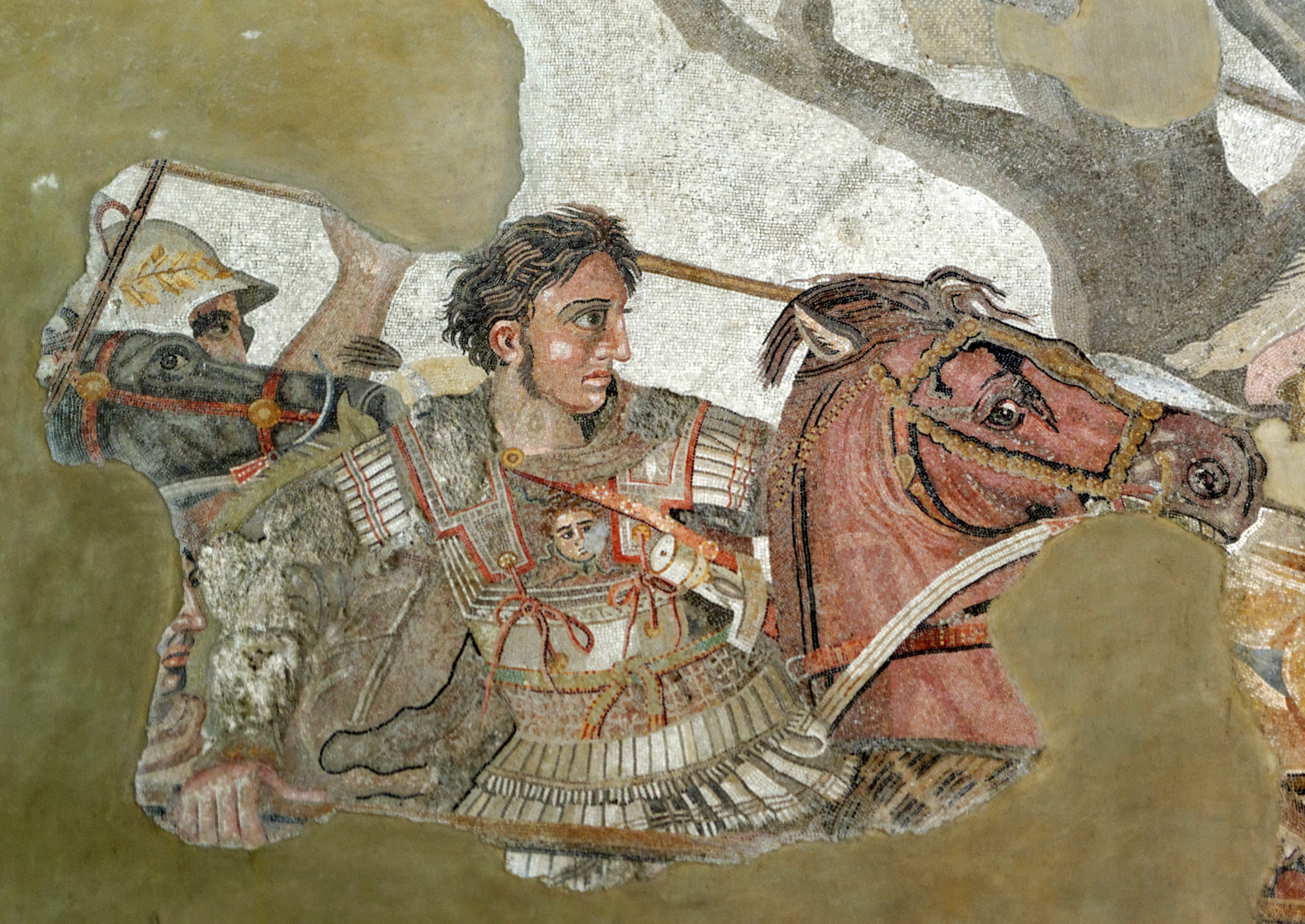
Alejandro Magno.

Arriano era en cualquier caso principalmente un historiador militar, y siguió a su gran modelo, de quien ganó su apodo, el soldado-historiador breve y conciso Jenofonte. Tiene poco que decir acerca de la vida personal de Alejandro, su papel en la política griega o las razones por las que la campaña contra Persia fue lanzada en primer lugar. No obstante, su trabajo da cuenta razonablemente de la vida que llevaba durante la campaña, y en su evaluación personal, oscila entre adulación y condena. Concede la vanidad del general y la afición a la bebida, pero lo absuelve de los crímenes brutales de los que escritores posteriores lo acusaron.
Arriano en su vida cotidiana hablaría la koiné, o 'griego común' de los períodos helenista y romano, pero como escritor, se sentía obligado a seguir la opinión predominante de que los trabajos graves deben ser compuestos en «buen griego», es decir, imitando tanto como fuera posible la gramática y el estilo literario de los escritores atenienses del siglo V a. C. En su caso, esto significó seguir el estilo ático de Jenofonte y Tucídides.
Escribió también Historia índica, un relato del viaje de la flota de Alejandro desde la India al golfo Pérsico bajo el mando de Nearco, en el que imitó el estilo literario de Heródoto.
Otra obra suya, el Cinegético, trata sobre la cría de perros de caza.

## Enlaces externos

Alexandri anabasis, 1575